# Rufino (Argentina)
Rufino es una ciudad argentina ubicada en el extremo sudoeste de la provincia de Santa Fe, en un punto limítrofe tripartito junto a las provincias de Córdoba y Buenos Aires. Pertenece al departamento General López. Se ubica en el cruce de la RN 7 con la RN 33, a 260 km de Rosario, a 100 km de Venado Tuerto, a 425 km de la ciudad de Santa Fe y a 6 km del límite con la provincia de Córdoba.
Constituye un importante centro agrícola y ganadero, en el eje central de la Llanura Pampeana, con fuerte producción de trigo, soja, maíz y girasol.

## Población
Rufino creció un 1,2% en censo 2022 respecto a censo anterior, 19 211 habitantes (Indec, 2022) . En 2010 se registraron un valor de 18 980 habitantes (Indec, 2010), lo que representó un incremento vegetativo frente a los 18 063 habitantes (Indec, 2001) del censo anterior.
| Gráfica de evolución demográfica de Rufino entre 1991 y 2022 |
|                                                              |
| Fuente: Censos nacionales del INDEC                          |

## Historia
En el año 1879, el Superior Gobierno de la provincia de Córdoba resolvió llevar a cabo, en remate público, la venta de una considerable extensión de tierra. Uno de los compradores fue Gerónimo Segundo Rufino, quien adquirió 17 leguas, 522 cuadras y 20.100 varas cuadradas, a razón de quinientos un pesos fuertes la legua cuadrada. La propiedad de aquellas llanuras que constituían las suertes fiscales números 18, 19, 20, 21 y 22 de la Serie B del Departamento Río Cuarto (Córdoba), fue elevada a escritura pública el 17 de julio de 1879, con la intervención del Escribano Público de Número y Hacienda del Gobierno de la provincia de Córdoba, Secundino del Signo. Posteriormente, mediante escritura de fecha 11 de marzo de 1881, pasada en la ciudad de Buenos Aires ante el Escribano Bernabé Burgos, Gerónimo S. Rufino declaró que la compra efectuada al Gobierno de Córdoba la había realizado en partes iguales con su hermano Francisco Mercedes Rufino.
Al momento de vender el Gobierno de Córdoba los terrenos, los límites interprovinciales no estaban aún definidos. Una de las cuestiones pendientes de resolución estaba en los límites entre las provincias de Buenos Aires, Córdoba y Santa Fe. El pleito fue resuelto por la Suprema Corte de Justicia de la Nación quien, en su fallo, dictaminó la configuración de los límites definitivos. De esta forma, la mayor parte de los terrenos adquiridos por los hermanos Rufino quedaron incluidos en jurisdicción de la provincia de Santa Fe. Esto obligó a protocolizar en esta provincia el título otorgado por el Gobierno de Córdoba, lo que fue ordenado en el Archivo General de Santa Fe, el 9 de abril de 1883.
Por ese mismo año 1883 existieron las primeras incursiones de arrieros que traían a estas tierras, ricas en pastos naturales, sus variedades de ganado. Así fue que comenzó la colonización. Primero, a través de los permisos de estacionamiento, luego mediante los arriendos, y después llegaron las primeras ventas. Ello sumado a las primeras viviendas, al afincamiento de factorías comerciales, al paso de las cuadrillas del ferrocarril (que por entonces llegaba hasta donde hoy está la localidad de Aarón Castellanos), trajo los primeros movimientos desenvolventes de la Colonia.

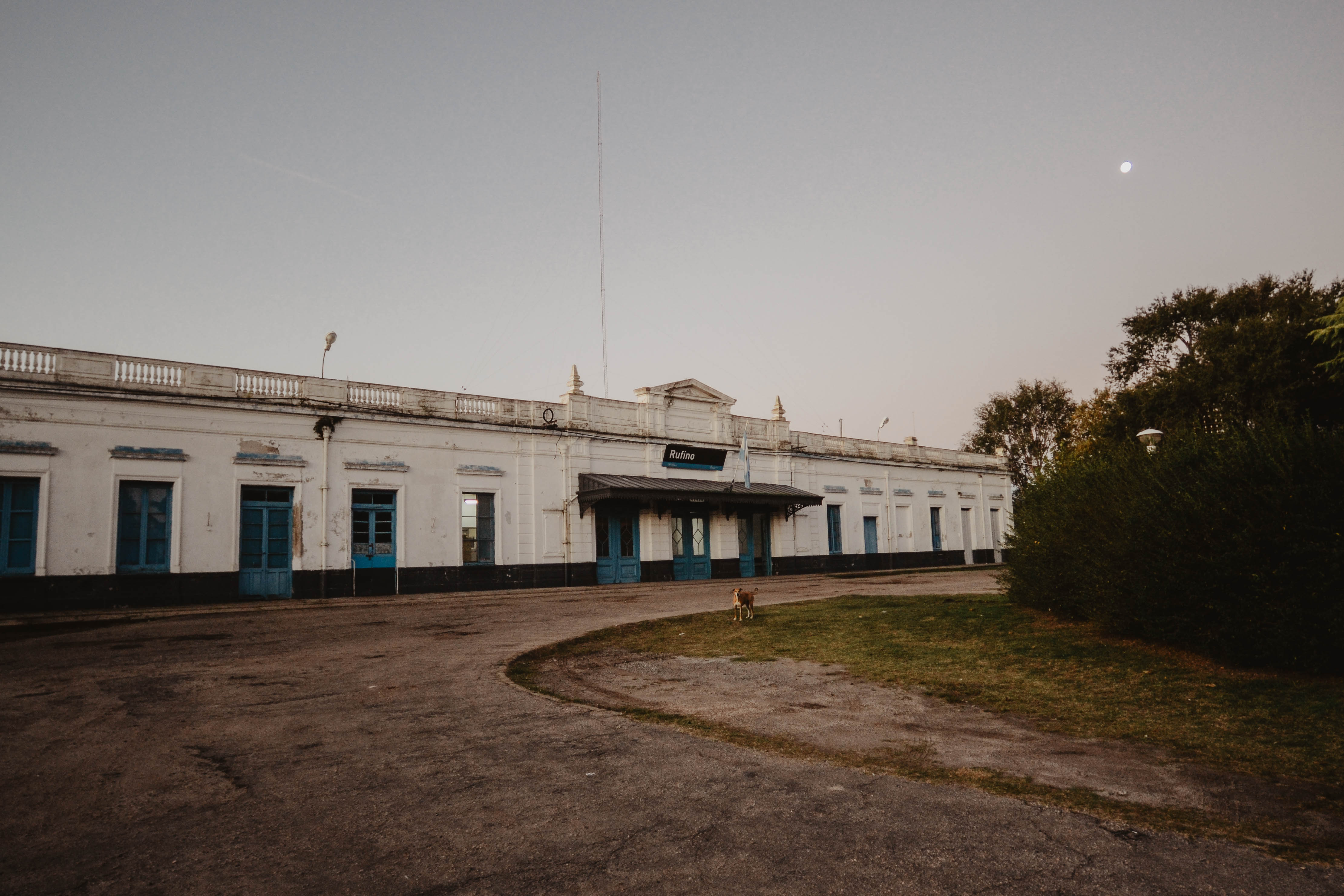
Estación ferroviaria de Rufino, Santa Fe

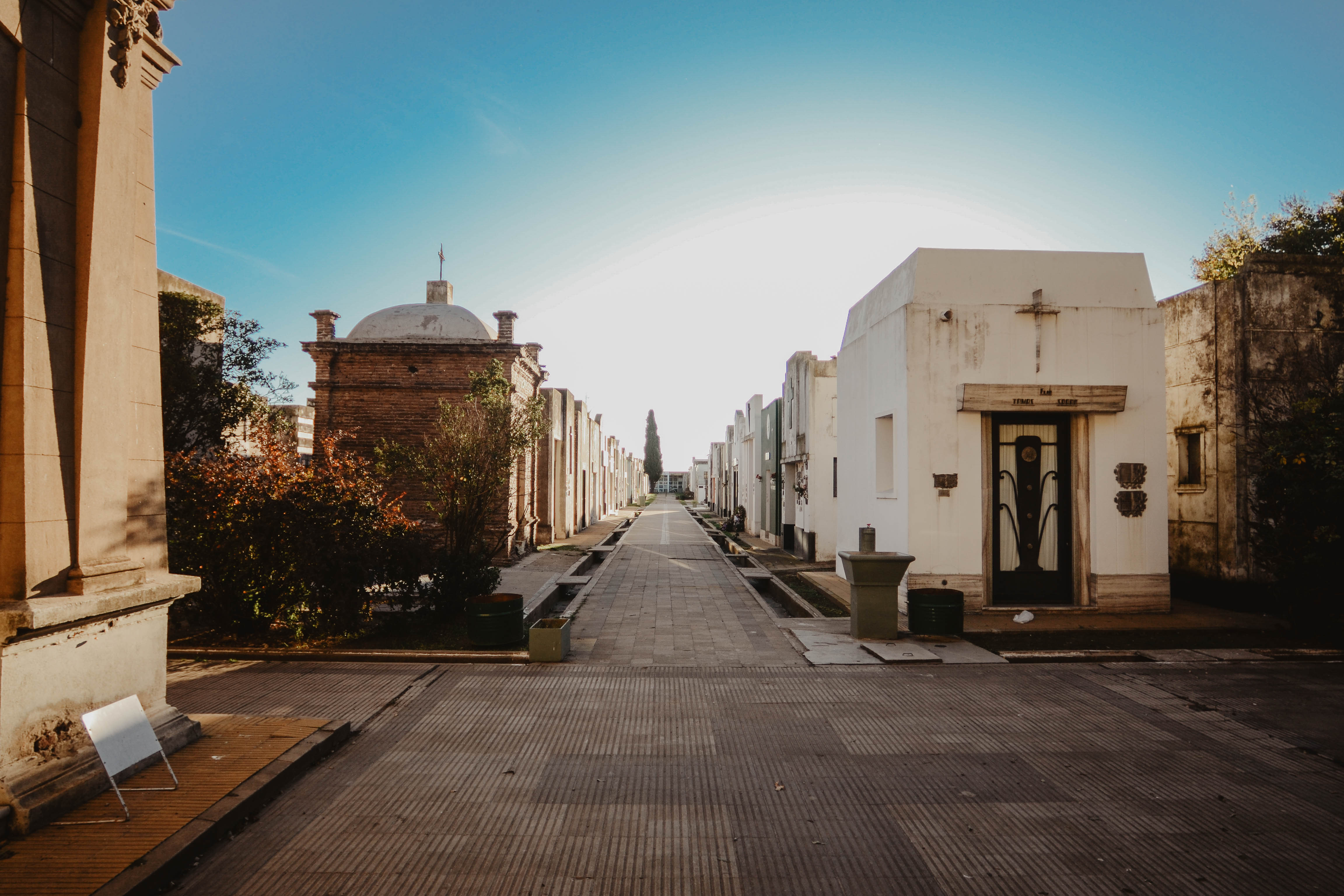
Cementerio Municipal Rufino, Santa Fe

Ya en 1886 se nota la existencia de un importante núcleo de hacendados colonizadores. Consecuentemente, se imponía la subdivisión de las tierras, sobrevalorizando el fraccionamiento en beneficio de los dueños, y estimulando a los primeros pobladores a convertirlos en propietarios. Y aunque Rufino oficialmente aún no estaba fundado, ya era una población en marcha, con casas de comercio, estación del ferrocarril, estafeta de correos.
Esto hizo que los hermanos Rufino iniciaran las gestiones ante la provincia para fundar el pueblo. Así fue que, para cumplir con las reglamentaciones existentes, se confeccionó un plano figurativo y se determinaron los terrenos que debían ser donados para edificios y plazas públicas, la iglesia, el cementerio, el lazareto y el hospital. Todo esto fue cumplimentado mediante una escritura otorgada en la ciudad de Santa Fe, ante el escribano Hermenegildo Basualdo, el 21 de marzo de 1889.
Realizada la donación al Superior Gobierno de la provincia, se elevaron las actuaciones al Ministerio de Gobierno, que aprobó la traza de la Colonia y Pueblo de Rufino, declarando a los mismos comprendidos en los beneficios acordados por la ley del 6 de diciembre de 1887. El decreto que sirvió de base para la fundación oficial del pueblo está fechado el 29 de marzo de 1889, y fue firmado por el gobernador Gálvez y el ministro de Gobierno Juan M. Cafferata.
La comuna de Rufino fue creada el 24 de noviembre de 1891 y se formó como municipio 28 años después, un 25 de octubre de 1929. La patrona es Nuestra Señora de Lourdes.

## Educación
Escuelas de Educación Común y Adultos
Jardín N.º 50 "Olga Cossettini" Meunier 52
Jardín N.º 116 - Magallanes 57
Escuela 669 Gral. Manuel Belgrano - Avda. Cobo 900
Escuela JC 6031 Prov. de Buenos Aires - Chacabuco 315
Escuela 172 Bernardino Rivadavia - Gral. López 50
Escuela 171 Bernardo Monteagudo - Juan B. Justo 57
Escuela 586 Gral. Justo J. Urquiza - Rivadavia 587
Esc. N.º 6426 "Club de leones" - Gob. Iriondo 429
Escuela de Enseñanza Secundaria Orientada N.º 271 - Chacabuco 315
Escuela de Enseñanza Media para Adultos N.º 1118 - Gral. López 50
Escuela de Educación Técnica N.º 286 Jerónimo S. Rufino - Fernando GARIN 374
Escuela de Educación Agrotécnica N.º 335 - Avda. Covo 1095
Colegio Superior N.º 50 Gral. San Martín (Ex Colegio Nacional) - Int. Ferrari 480
Instituto Nuestra Sra. de la Misericordia - Presidente Perón 58
Colegio San José - Benito Bianco 412
CER N.º 634 - Colonia Albertengo
CER N.º 200 Paraje La Invernada
CER N.º 254 Colonia La Inés
CER N.º 239 Brig. Estanislao López Estación Tarragona
C.E.N.P.A. N.º 43 - Berutti e Iriondo
Centro Alfabetización N.º 249 - Gral. López 50
Centro Alfabetización N.º 250 - Rivadavia 587
Centro Alfabetización N.º 251 - Gral. López 50
Secc. Semipresenciales N.º 10034 - Rivadavia 587
Escuelas de Educación Superior
Instituto Superior de Profesorado N.º 19 - CHACABUCO 315
Colegio Superior N.º 50 Gral. San Martín (Ex Colegio Nacional) - Int. Ferrari 480
Instituto Nuestra Sra. de la Misericordia - Presidente Perón 58
Escuelas de Educación Especial
Dra. María L. Rosatti de Vogt - Avda. Cobo 1215
Escuela Especial N.º 2092 - Santa Fe 226 
Centros de Extensión Áulicas
Subunidad Académica Facultad de Ciencias Económicas UNLZ - F. Garín 374
Subsede Facultad de Derecho UNLZ - F. Garín 374
Subsede Facultad de Psicología UNR 
Instituto CIEC Cursos de Capacitación Laboral - Calle Cobos 180 - (Galería Centro)

## Instituciones, clubes y asociaciones
- Asociación Tiro Federal Rufino: es la más antigua de las instituciones deportivas de la ciudad. Fundada el 20 de mayo de 1904, organiza torneos en varias categorías.[1]
- Club Sportivo Ben Hur (Club Sportivo Rufino y Club Social y Deportivo Ben Hur)
- Club Atlético Jorge Newbery
- Club Social y Deportivo Defensores Rufinenses
- Club Social y Deportivo El Fortín
- Club Horizonte
- Club Pro Educación Física Matienzo
- Centro Recreativo y Cultural Unión del Norte
- Bochin Club VIlla del Parque
- Club Social y Deportivo Belgrano
- Club Atlético General San Martín
- Escuela de Equinoterapia Rufino
- Club Social Rufino - Los Pampas

### Biblioteca Juan B. Alberdi
Fundada el 20 de mayo de 1934 por el Club Central Argentino, una modesta entidad deportiva del barrio General San Martín que no descuidó la parte cultural y buscó, además de la salud del cuerpo, la salud del alma. Años más tarde, en 1936, los dirigentes del Club Central Argentino junto con los del Club Sportivo Norte llevaron adelante la fusión de ambas entidades para dar nacimiento al Centro Recreativo y Cultural Unión del Norte, que continuó los mismos propósitos.

### Biblioteca Popular José Ingenieros
Nació el 1 de mayo de 1913, bajo el auspicio del Centro Socialista local. La primera sede que alineó sus libros sobre unas modestas estanterías estaba ubicada en calle Corrientes (hoy Eva Perón) 173. Allí entonces se hallaba el primer y gran propósito de elevar la cultura de nuestra ciudad. El 3 de agosto de 1914 se elige su primera Comisión Administrativa, donde Enrique Cornejo fue consagrado como secretario general y tesorero, resultando vocales Sergio Zárate, Manuel Vicente, Joaquín Morales, José Lois, Alfredo Meyer y Agustín Oviedo.
En 1937, y mediante una reforma del estatuto, se estableció que la Biblioteca Popular se denominaría en lo sucesivo José Ingenieros, en honor en homenaje al escritor y sociólogo argentino, además de establecerse que funcionaría desde entonces con fines de cultura general y con absoluta prescindencia política y religiosa.

## Economía

### Cooperativa Eléctrica Limitada de Rufino
El 3 de febrero de 1914 llegó la luz eléctrica a las calles de la ciudad. El primer concesionario fue José Irazusta, un hombre modesto y con escasos recursos. Al poco tiempo se hicieron las primeras conexiones domiciliarias, todo lo que tomó un mayor cuerpo cuando Carlos Boero se hizo cargo de la prestación general del servicio. Boero estuvo hasta 1928, en que se hizo cargo de los servicios la SUDAM (Compañía Sudamericana de Servicios Públicos). Esta compañía, como siempre lo hacen, había “arrancado” una concesión de 20 años, que partía desde la primera luz eléctrica, en 1914.

### Planta procesadora de maní
En junio de 2022, se anunció la creación de una planta procesadora de maní de MSU Argentina, que brindará empleo a 136 personas.Se estima su apertura para el primer trimestre de 2025.

## Parroquias de la Iglesia católica en Rufino
| Diócesis   | Venado Tuerto                                |
| ---------- | -------------------------------------------- |
| Parroquias | Santísima Trinidad, Nuestra Señora del Valle |